# Джакомо Далла Торре
Джакомо Далла Торре дель Темпіо ді Сангінетто (італ. Giacomo dalla Torre del Tempio di Sanguinetto; нар. 9 грудня 1944 — 29 квітня 2020) — 80-й князь та Великий Магістр Суверенного військового ордену Мальти. Був обраний 2 травня 2018 року та прийняв присягу на посаду 3 травня 2018 року. Його повне звання — Його Найвища Високість Фра'Джакомо Далла Торре дель Темпіо ді Сангінетті, Князь та Великий Магістр Суверенного військового Госпітальєрський ордену Святого Іоанна Єрусалимського, Родоського і Мальти, Найскромніший хранитель бідних Ісуса Христа.

## Родина та кар'єра
Далла Торре, народившись в Римі, є членом сім'ї вихідців з Тревізо.
Його батько Паоло Далла Торре (1910—1993) був мистецтвознавцем і генеральним директором Музеїв Ватикану з 1961 по 1975 рік.
Його брат Джузеппе Далла Торре, адвокат, є головою Трибуналу держави Ватикан і раніше був генерал-лейтенантом Ордену Гробу Господнього.
Його дід Джузеппе Далла Торре (1885—1967), журналіст, був директором Ватиканської газети L'Osservatore Romano з 1920 по 1960 рік.
Джакомо Далла Торре вивчав Християнську археологію та історію мистецтв в Римському університеті Сапієнца. Він займав академічні посади в Папському Урбаніанському університеті, де викладав класичний грецьку мову. Служив головним бібліотекарем та архівістом цього університету.

## Мальтійський орден
Далла Торре став лицарем честі і відданості суверенного ордену в 1985 році і у 1993 році прийняв обітниці як лицар юстиції. В 1994 році був обраний Великим Пріором Ломбардії і Венеції, і обіймав цю посаду до 1999 року. З 1999 по 2004 рік був членом Суверенної ради.
В 2004 році був обраний Великим Командиром Ордену. В 2008 році, будучи Великим Командиром, автоматично став лейтенантом ad interim (виконувачем обов'язків глави ордену) після смерті 78-го Принца і Великого Магістра Ендрю Берті 7 лютого і до виборів 79-го князя і Великого Магістра, Фра 'Метью Фестінга, 11 березня.
24 січня 2009 року Джакомо Далла Торре був обраний Великим Пріором Риму. 12 лютого 2015 року він був переобраний і займав цю посаду до тих пір, поки не був обраний лейтенантом Великого Магістра в 2017 році.
29 квітня 2017 року, через три місяці після відставки Метью Фестінга в якості Князя і Великого Магістра, Далла Торре був обраний виконувачем обов'язки голови Мальтійського ордену як лейтенант Великого Магістра. Обіймав цю посаду до 2 травня 2018 року, коли був обраний Князем і Великим Магістром.

## Публікації
- «La biblioteca e l'archivio di 'Propaganda fide': prospettive di ricerca». In Ordini religiosi, santita e culti: prospettive di ricerca tra Europa e America Latina: atti del Seminario di Roma, 21-22 giugno 2001 (Galatina: Congedo, 2009), p. 153—191.
- Frammenti di storia familiare, 2012 (with Giuseppe Dalla Torre). Roma: Aracne, 2013.
- «Una scena rara e controversa della scultura paleocristiana», Bollettino dei musei comunali di Roma 19 (1972): 22-26.

## Нагороди
- Лицар Великого хреста Ордена pro Merito Melitensi[en] (Мальтійський орден)
- Кавалер Великого хреста ордена «За заслуги перед Італійською Республікою» (3 квітня 2006 року, Італія)[6].
- Суддя лицар Великого хреста Юстиції Костянтинівського ордена Святого Георгія[en] (1995, Неаполітанські та Сицилійські Бурбони)
- Лицар великого хреста з золотою зіркою Орден князя Данила I (31 січня 2006 року, Петровичі-Негош)